# Gran Premio de la República Checa de Motociclismo de 1997
El Gran Premio de la República Checa de Motociclismo de 1997 fue la decimosegunda prueba del Campeonato del Mundo de Motociclismo de 1997. Tuvo lugar en el fin de semana del 29 al 31 de agosto de 1997 en el Masaryk Circuit, situado en Brno, Moravia, República Checa. La carrera de 500cc fue ganada por Mick Doohan, seguido de Luca Cadalora y Nobuatsu Aoki. Max Biaggi ganó la prueba de 250cc, por delante de Olivier Jacque y Tetsuya Harada. La carrera de 125cc fue ganada por Noboru Ueda, Tomomi Manako fue segundo y Valentino Rossi tercero.

## Resultados 500cc
| Pos. | N.º | Piloto                   | Constructor | Vueltas | Tiempo/Retirado | Grilla | Puntos |
| ---- | --- | ------------------------ | ----------- | ------- | --------------- | ------ | ------ |
| 1    | 1   | Mick Doohan              | Honda       | 22      | 45:25.012       | 1      | 25     |
| 2    | 3   | Luca Cadalora            | Yamaha      | 22      | +14.858         | 2      | 20     |
| 3    | 18  | Nobuatsu Aoki            | Honda       | 22      | +15.110         | 18     | 16     |
| 4    | 2   | Àlex Crivillé            | Honda       | 22      | +15.323         | 7      | 13     |
| 5    | 5   | Norifumi Abe             | Yamaha      | 22      | +15.648         | 17     | 11     |
| 6    | 24  | Takuma Aoki              | Honda       | 22      | +16.846         | 10     | 10     |
| 7    | 55  | Régis Laconi             | Honda       | 22      | +48.778         | 8      | 9      |
| 8    | 4   | Alex Barros              | Honda       | 22      | +48.945         | 15     | 8      |
| 9    | 10  | Kenny Roberts Jr         | Modenas KR3 | 22      | +50.117         | 11     | 7      |
| 10   | 6   | Daryl Beattie            | Suzuki      | 22      | +1:02.377       | 4      | 6      |
| 11   | 21  | Jurgen van den Goorbergh | Honda       | 22      | +1:07.852       | 22     | 5      |
| 12   | 23  | Anthony Gobert           | Suzuki      | 22      | +1:39.033       | 9      | 4      |
| 13   | 9   | Alberto Puig             | Honda       | 22      | +1:45.597       | 20     | 3      |
| 14   | 25  | Laurent Naveau           | ROC Yamaha  | 21      | +1 Vuelta       | 24     | 2      |
| Ret  | 7   | Tadayuki Okada           | Honda       | 21      |                 | 16     |        |
| Ret  | 20  | Sete Gibernau            | Yamaha      | 20      |                 | 5      |        |
| Ret  | 15  | Frédéric Protat          | Honda       | 17      |                 | 23     |        |
| Ret  | 16  | Jürgen Fuchs             | Elf 500     | 12      |                 | 13     |        |
| Ret  | 12  | Jean-Michel Bayle        | Modenas KR3 | 10      |                 | 3      |        |
| Ret  | 17  | Lucio Pedercini          | ROC Yamaha  | 8       |                 | 21     |        |
| Ret  | 8   | Carlos Checa             | Honda       | 4       |                 | 6      |        |
| Ret  | 22  | Kirk McCarthy            | Yamaha      | 3       |                 | 19     |        |
| Ret  | 14  | Juan Borja               | Elf 500     | 3       |                 | 12     |        |
| Ret  | 19  | Doriano Romboni          | Aprilia     | 2       |                 | 14     |        |

- Pole Position: Mick Doohan, 2:14.105
- Vuelta Rápida: Mick Doohan, 2:02.560

## Resultados 250cc
| Pos. | N.º | Piloto               | Constructor | Vueltas | Tiempo/Retirado | Grilla | Puntos |
| ---- | --- | -------------------- | ----------- | ------- | --------------- | ------ | ------ |
| 1    | 1   | Max Biaggi           | Honda       | 20      | 42:06.724       | 2      | 25     |
| 2    | 19  | Olivier Jacque       | Honda       | 20      | +0.514          | 8      | 20     |
| 3    | 31  | Tetsuya Harada       | Aprilia     | 20      | +9.992          | 5      | 16     |
| 4    | 2   | Ralf Waldmann        | Honda       | 20      | +13.153         | 1      | 13     |
| 5    | 5   | Tohru Ukawa          | Honda       | 20      | +31.776         | 3      | 11     |
| 6    | 12  | Takeshi Tsujimura    | TSR-Honda   | 20      | +38.777         | 7      | 10     |
| 7    | 15  | Stefano Perugini     | Aprilia     | 20      | +43.740         | 10     | 9      |
| 8    | 99  | Giuseppe Fiorillo    | Aprilia     | 20      | +58.722         | 9      | 8      |
| 9    | 8   | Cristiano Migliorati | Honda       | 20      | +59.569         | 21     | 7      |
| 10   | 27  | Sebastián Porto      | Aprilia     | 20      | +1:03.501       | 11     | 6      |
| 11   | 17  | José Luis Cardoso    | Yamaha      | 20      | +1:12.403       | 17     | 5      |
| 12   | 26  | Emilio Alzamora      | Honda       | 20      | +1:17.559       | 13     | 4      |
| 13   | 14  | Jamie Robinson       | Suzuki      | 20      | +1:25.621       | 26     | 3      |
| 14   | 18  | Osamu Miyazaki       | Yamaha      | 20      | +1:26.471       | 18     | 2      |
| 15   | 21  | Franco Battaini      | Yamaha      | 20      | +1:31.953       | 20     | 1      |
| 16   | 28  | Eustaquio Gavira     | Aprilia     | 20      | +1:34.293       | 23     |        |
| 17   | 24  | Claudio Vanzetta     | Aprilia     | 20      | +1:58.858       | 30     |        |
| 18   | 22  | Kurtis Roberts       | Honda       | 19      | +1 Vuelta       | 24     |        |
| 19   | 49  | Oscar Sainz          | Yamaha      | 19      | +1 Vuelta       | 29     |        |
| 20   | 42  | Radomil Rous         | Yamaha      | 19      | +1 Vuelta       | 28     |        |
| Ret  | 10  | Luca Boscoscuro      | Honda       | 19      |                 | 19     |        |
| Ret  | 20  | Noriyasu Numata      | Suzuki      | 15      |                 | 12     |        |
| Ret  | 7   | Haruchika Aoki       | Honda       | 14      |                 | 6      |        |
| Ret  | 65  | Loris Capirossi      | Aprilia     | 7       |                 | 4      |        |
| Ret  | 16  | William Costes       | Honda       | 6       |                 | 16     |        |
| Ret  | 25  | Oliver Petrucciani   | Aprilia     | 6       |                 | 15     |        |
| Ret  | 73  | Maurice Bolwerk      | Honda       | 6       |                 | 22     |        |
| Ret  | 11  | Jeremy McWilliams    | Honda       | 5       |                 | 14     |        |
| Ret  | 29  | Idalio Gavira        | Aprilia     | 3       |                 | 31     |        |
| Ret  | 41  | Vladimír Častka      | Honda       | 3       |                 | 27     |        |
| Ret  | 40  | Bohumil Staša Jr.    | Aprilia     | 1       |                 | 25     |        |

- Pole Position: Ralf Waldmann, 2:18.982
- Vuelta Rápida: Ralf Waldmann, 2:05.393

## Resultados 125cc
| Pos. | N.º | Piloto             | Constructor | Vueltas | Tiempo/Retirado | Grilla | Puntos |
| ---- | --- | ------------------ | ----------- | ------- | --------------- | ------ | ------ |
| 1    | 7   | Noboru Ueda        | Honda       | 19      | 42:13.666       | 13     | 25     |
| 2    | 3   | Tomomi Manako      | Honda       | 19      | +0.170          | 14     | 20     |
| 3    | 46  | Valentino Rossi    | Aprilia     | 19      | +0.328          | 3      | 16     |
| 4    | 15  | Roberto Locatelli  | Honda       | 19      | +0.776          | 18     | 13     |
| 5    | 10  | Lucio Cecchinello  | Honda       | 19      | +0.883          | 12     | 11     |
| 6    | 21  | Gianluigi Scalvini | Honda       | 19      | +0.960          | 7      | 10     |
| 7    | 22  | Steve Jenkner      | Aprilia     | 19      | +1.054          | 19     | 9      |
| 8    | 2   | Masaki Tokudome    | Aprilia     | 19      | +1.162          | 2      | 8      |
| 9    | 8   | Kazuto Sakata      | Aprilia     | 19      | +3.442          | 5      | 7      |
| 10   | 41  | Youichi Ui         | Yamaha      | 19      | +6.062          | 1      | 6      |
| 11   | 72  | Garry McCoy        | Aprilia     | 19      | +11.579         | 23     | 5      |
| 12   | 32  | Mirko Giansanti    | Honda       | 19      | +11.756         | 22     | 4      |
| 13   | 33  | Manfred Geissler   | Aprilia     | 19      | +11.885         | 15     | 3      |
| 14   | 39  | Jaroslav Huleš     | Honda       | 19      | +12.801         | 10     | 2      |
| 15   | 19  | Frédéric Petit     | Honda       | 19      | +13.289         | 11     | 1      |
| 16   | 17  | Enrique Maturana   | Yamaha      | 19      | +29.524         | 8      |        |
| 17   | 13  | Marco Melandri     | Honda       | 19      | +29.622         | 21     |        |
| 18   | 25  | Josep Sardá        | Honda       | 19      | +35.321         | 4      |        |
| 19   | 12  | Dirk Raudies       | Honda       | 19      | +1:04.317       | 24     |        |
| 20   | 86  | Emanuel Buchner    | Aprilia     | 19      | +1:04.517       | 20     |        |
| 21   | 35  | Igor Kaláb         | Honda       | 19      | +1:44.329       | 29     |        |
| Ret  | 5   | Jorge Martínez     | Aprilia     | 13      |                 | 17     |        |
| Ret  | 24  | Gino Borsoi        | Yamaha      | 10      |                 | 9      |        |
| Ret  | 20  | Masao Azuma        | Honda       | 9       |                 | 27     |        |
| Ret  | 29  | Ángel Nieto Jr     | Aprilia     | 8       |                 | 16     |        |
| Ret  | 62  | Yoshiaki Katoh     | Yamaha      | 4       |                 | 6      |        |
| Ret  | 34  | Michal Březina     | Honda       | 4       |                 | 28     |        |
| Ret  | 98  | Chris Burns        | Honda       | 3       |                 | 25     |        |
| Ret  | 26  | Ivan Goi           | Aprilia     | 2       |                 | 26     |        |
| DNQ  | 27  | Gábor Talmácsi     | Honda       |         |                 |        |        |

- Pole Position: Youichi Ui, 2:25.891
- Vuelta Rápida: Noboru Ueda, 2:11.669